# ماهیچه کوتاه خم‌کننده شست پا
ماهیچه کوتاه خم‌کننده شست پا (انگلیسی: Flexor hallucis brevis muscle) خم کردن (فلکشن) مفاصل استخوان‌های کف و بند اول چهار انگشت را برعهده دارد.
خاستگاه آن استخوان ناوی و اولین استخوان میخی و پیوندگاه آن با دو سر به سطح کف‌پایی استخوان‌های اول کف پا و بند اول شست پا متصل است.
عصب‌گیری آن از عصب میانی ک‌ف‌پایی است.

## نگارخانه

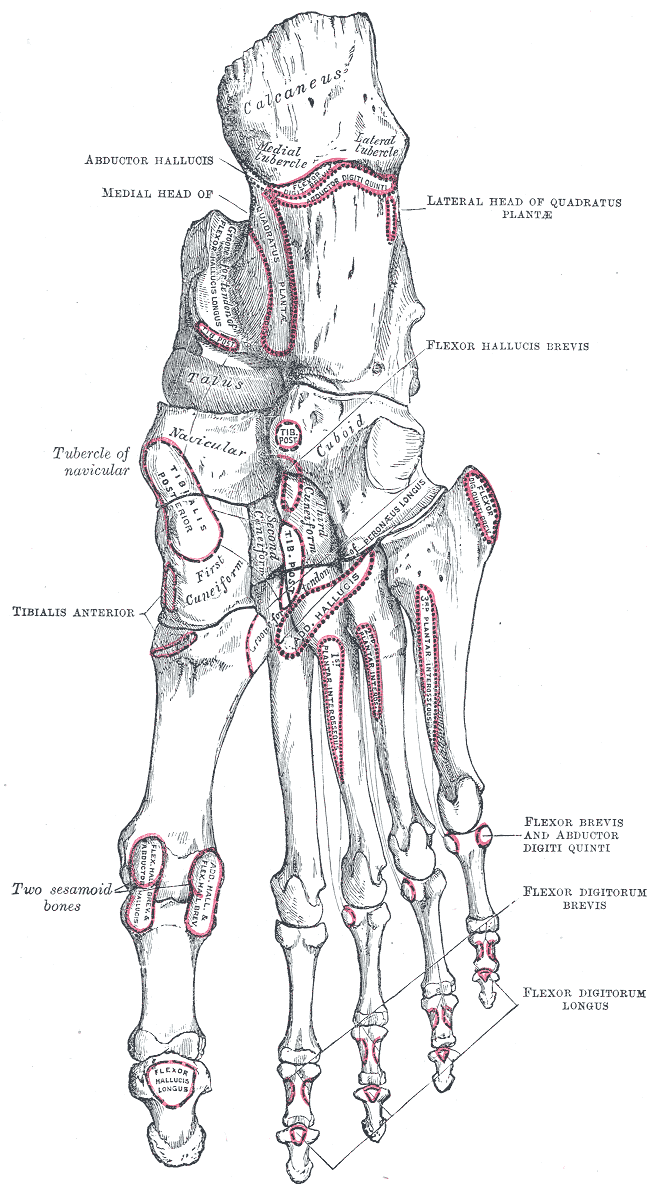
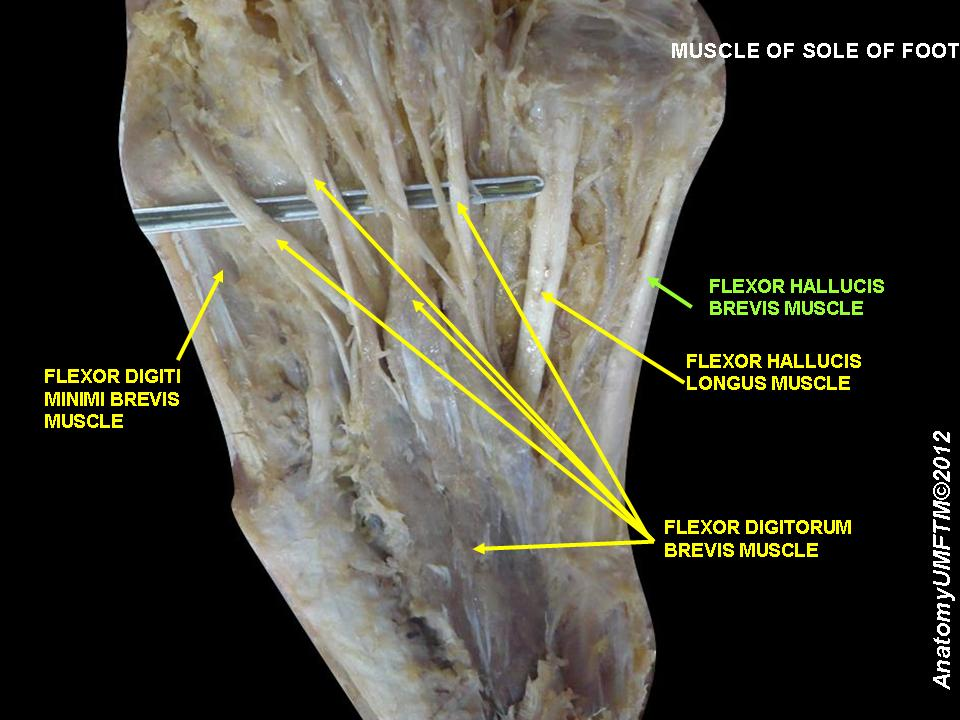
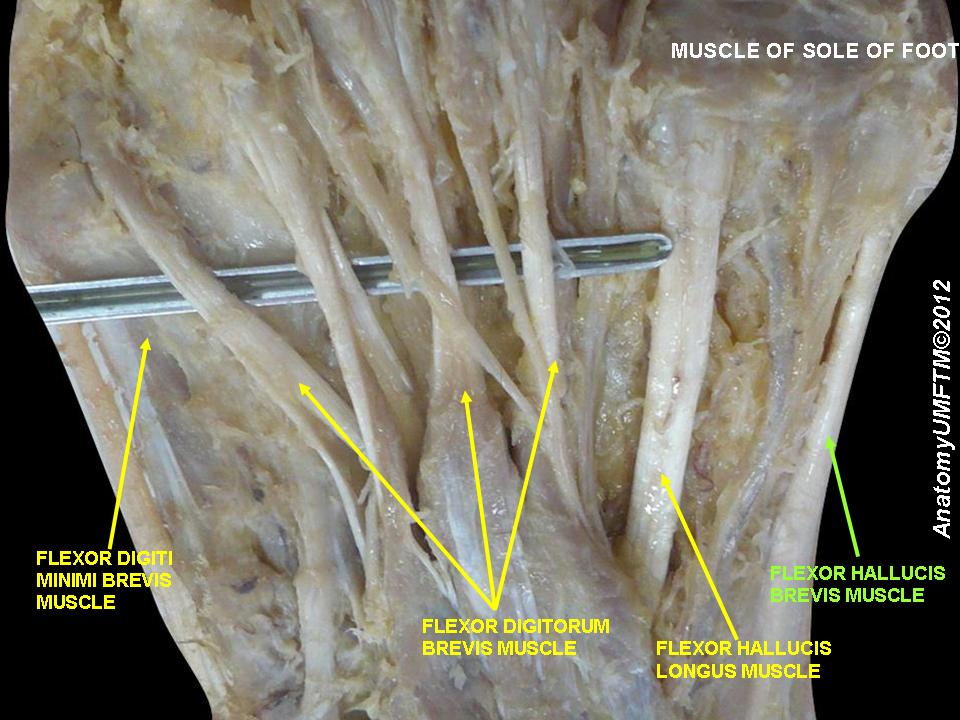